# Čišla
Čišla nebo též Čisla je vesnice v Chorvatsku v Splitsko-dalmatské župě, spadající pod opčinu města Omiš. Nachází se asi 9 km severovýchodně od Omiše. V roce 2011 zde žilo 310 obyvatel. Počet obyvatel pravidelně stoupá od roku 1981.
Vesnicí prochází silnice D70. Sousedními vesnicemi jsou Gata a Ostrvica. V Čišle se nachází základní škola 1. října 1942, pojmenovaná na památku masakru v sousední vesnici Gata.